# Temelucha scutata
Temelucha scutata là một loài tò vò trong họ Ichneumonidae.